# Argument domyślny
Argument domyślny – domyślna wartość argumentu – to wartość typu zgodnego z typem pewnego parametru, zdefiniowana przez programistę w deklaracji podprogramu, która zostanie użyta jako argument (parametr aktualny), przypisany do danego parametru (parametru formalnego), w przypadku, gdy w wywołaniu danego podprogramu, nie zostanie wyspecyfikowany argument dla pewnego parametru.

## Stosowanie argumentów domyślnych
Definiując podprogram, zwykle (z wyjątkiem podprogramów bezparametrowych), specyfikuje się listę parametrów, służących do komunikacji danego podprogramu z otoczeniem. W wywołaniu takiego podprogramu z parametrami, kojarzone są odpowiednie argumenty, specyfikowane w instrukcji wywołania, bądź w wywołaniu podprogramu funkcyjnego w wyrażeniu. Większość języków programowania ma tak zdefiniowaną składnię, że wymagane jest wyspecyfikowanie w wywołaniu podprogramu tylu argumentów ile zadeklarowano parametrów podprogramu. Brak specyfikacji któregokolwiek z argumentów, który odpowiadałby pewnemu parametrowi, jest w takim przypadku sygnalizowane jako błąd. Przykładowy język programowania to Pascal. Pewne języki lub implementacje języków dopuszczają jednak definiowanie wartości domyślnych argumentów dla wybranych parametrów, umożliwiających wywołanie podprogramu, z niepełną listą argumentów, tzn. taką listą argumentów, w której pominięto specyfikację tych argumentów, które odpowiadają parametrom ze zdefiniowanymi wartościami domyślnymi argumentów. W tej sytuacji parametr, dla którego nie wyspecyfikowano odpowiadającego mu argumentu, zostanie skojarzony z wartością domyślną, zdefiniowaną w deklaracji parametru.
Zastosowanie argumentów domyślnych:
- skraca i upraszcza kod źródłowy dla najczęściej stosowanej wartości danego argumentu,
- ale może prowadzić do błędów.

## Specyfikowanie argumentów domyślnych
Sposób specyfikacji wartości domyślnej argumentu dla pewnego parametru, zależny jest od specyfiki składni danego języka programowania. Specyfikacja ta występuje w deklaracji danego parametru, która to deklaracja najczęściej w językach programowania wysokiego poziomu, stanowi integralną część deklaracji samego podprogramu.
Przykład w języku Ada:
```
Function
 
talc
(
x
: 
in
 
INTEGER
;
 
y
: 
in
 
INTEGER
:=
1
);

```

## Języki programowania
Wiele języków programowania wysokiego poziomu nie dopuszcza konstrukcji polegającej na definiowaniu argumentów domyślnych. Nie ma takich możliwości np. język C, Icon, Modula-2 i inne, czy wcześniej wymieniony Pascal. Dla tych języków pojawiają się jednak nowsze implementacje, których autorzy wprowadzają taką możliwość. Przykładem jest język Object Pascal w środowisku Delphi. Wśród języków, w których składnia definiuje taką konstrukcję są m.in. Ada, Visual Basic.

### Ada
W języku Ada definiowanie wartości domyślnej argumentu ma analogiczną postać do inicjalizacji zmiennej czy też wartości domyślnej definiowanego typu w tym języku. Ma postać przypisania, tworzonego za pomocą dwuznakowego symbolu tego języka „:=”, po specyfikacji atrybutów danego parametru. Specyfikacje argumentów, dla paramentów ze zdefiniowaną wartością domyślną, mogą zostać pominięte w wywołaniu takiego podprogramu.

### Object Pascal
W języku Object Pascal, w porównaniu z Pacalem, wprowadzono m.in. możliwość definiowania argumentów domyślnych. Definicja taka umieszczona zostaje w nagłówku definiowanego podprogramu.
Przykład:
```
procedure
 
test
(
a
:
integer
;
 
opcja
:
integer
=
1
;
 
nazwa
:
string
=
'pusta'
)
;

```

Jak w powyższym przykładzie widać, wartość domyślną specyfikuje się tak jak w definicji stałej po znaku "=", a nie jak po znakach w przypisaniu ":=". Należy podkreślić, że parametry z wartościami domyślnymi argumentów, muszą być definiowane na końcu listy parametrów danego podprogramu - tzn. nie może po nich wystąpić jakikolwiek parametr obowiązkowy (tj. bez wartości domyślnej).

### PHP
W języku PHP definiuje się wartości domyśle argumentów podobnie jak w większości innych języków, w których dostępna jest tak konstrukcja.
```
function
 
Przyklad
(
$a
,
 
$b
=
 
0
)

```

### Python
Również w języku Python można definiować argumenty domyślne, w nomenklaturze tego języka i literaturze przedmiotu nazywane argumentami opcjonalnymi.
Przykład:
```
def
 
info
(
element
,
 
spacing
=
10
,
 
collapse
=
1
):

```

### Visual Basic
Przykład deklaracji argumentu domyślnego:
```
Sub
 
MsgBL
(
M
 
As
 
String
,
 
Optional
 
P
 
As
 
Variant
=
5
)

  
...

End
 
Sub

```

### C++
Przykład deklaracji argumentu domyślnego:
```
int
 
pomnoz
(
int
 
x
,
 
int
 
y
 
=
 
0
)
 
{
return
 
x
*
y
;}

```